# Laila Elwi
Laila Ahmed Eloui, (árabe: ليلى علوي) a veces acreditada como Laila Eloui, Laila Olwy, Laila Elwi y Laila Elwy , es una actriz egipcia. Ha protagonizado más de 70 películas y ha sido honrada en festivales egipcios e internacionales con premios por la mayoría de sus interpretaciones. También ha sido directora - o miembro - de varios comités de jurados de festivales locales e internacionales. También recibió un premio por los logros de su vida junto con la actriz egipcia Safia El Emari, la actriz surcoreana Yoon Jeong Hee, el actor estadounidense Richard Gere y la actriz francesa Juliette Binoche durante la inauguración del 34 ° Festival Internacional de Cine de El Cairo.

## Biografía
Eloui nació el 4 de enero de 1962 en El Cairo. Su padre Ahmad Eloui es un egipcio de origen materno turco y su madre Stella es de ascendencia griega de Icaria. Su abuela materna era de origen italiano y llegó a Egipto para trabajar en el Marriott Mena House Hotel.

## Carrera
Comenzó su carrera a edad temprana. A los siete años participó en programas de radio y televisión, y a los quince apareció por primera vez en el escenario en una obra de teatro de Galal El Sharkawy, destacada directora egipcia, llamada Taman Sittat (8 mujeres). 

## Filmografía

### Cine
- Min Agl Al-Haya (1977).
- Al-Bo'asaa (1978).
- Mekhemar Dayman Gahez (1982).
- Al-Khawanah (1984).
- Al-Shaytan Youghaney (1984).
- Al-Moshageboun Fi Al-Gesh (1984).
- Enahom Yakteloun Al-Shorafaa (1984).
- Samoura Al-Bent Al-Amorah (1984).
- Matloob Hayan Aw Mayetan (1984).
- E'edam Mayet (1985).
- Al-Gareh (1985).
- Al-Ragol Alazy Atas (1985).
- Kharag wa Lam Ya'oud (1985).
- Ayam Al-Tahadi (1985).
- Gababerat Al-Mena (1985).
- Hekaya fi Kelmeteen (1985).
- Al-Nesaa (1985).
- Zawg Taht Eltalab (1985).
- Wa Tadhak Al-Akdar (1985).
- Al-Harafesh (1986).
- Al-Onsa (1986).
- Ah ya Balad (1986).
- Taht Al-Tahdeed (1986).
- Azraa wa Thalath Regal (1986).
- Asr Al-Ze'ab (1986).
- Kelmet Ser (1986).
- Min Khaf Selem (1986).
- Al-Akzam Kademoon (1987).
- Al-Moshagebat Al-Thalatha (1987).
- Darbet Moalem (1987).
- Khalil Ba'ad Al-Ta'del (1987).
- Kol Haza Al-Hob (1988).
- Al-Motamared (1988).
- Zaman Al-Mamnou (1988).
- Gharam Al-Afai (1988).
- Ga'heem Taht Elmaa.
- Ya Azizi Kolona Losous.
- Samaa Hoss.
- Ya Mehalabeya Ya.
- Al-Hagama.
- Ay ay.
- Enzar Belta'a.
- Kalil Men Al Hob Katheer Men Al Onf.
- Al Ragol Al Talet.
- Esharet Morour.
- Tofah.
- Ya Donya Ya Gharami.
- Edhak Al Soura Tetla Helwa.
- Al-Massir (1997).
- Hala'a Housh (1997).
- Hob Al-Banat (2003).
- Baheb Al-Cima halif bro como Laila Eloui (2005).
- Alwan elsama elsabaah (2008).
- Laylat Al Baby Doll (2008).
- Hakayat Bin Ash-ha (2009).
- El Basabees We El 3osyan que describe la historia de una niña que se volvió psicótica después de que su hermano se la llevara
- Brooks, Meadows and Lovely Faces (2016)

### Televisión
- "Lahazat Harega" "Momentos críticos" (2007)[6]
- Shams (2014)
- Napoleón Wal Mahrousa (2012)[7][8][9]